# 䰠武羅

圖出自《古今圖書集成·博物彙編·神異典·第二十九卷》

䰠武羅，又稱作神武羅、武羅神，是青要山的山神，帝之密都的管理者。
頭部為人，身披豹紋，腰小牙齒潔白，雙耳掛著金環，其聲音像是搖動玉珮所發出的聲音。據段玉裁所說，武羅是鬼中的神者，是具有神品格的鬼。袁珂認為䰠武羅為《楚辭·九歌·山鬼》中所寫的山鬼式的女神。

## 記載
《山海經》中記載，青要山位於敖岸山西方十里、騩山東方十里，䰠武羅所管理的青要山適合女子居住，那裡有種鳥名叫鴢，吃了可子孫興旺；還有一種植物名叫荀草，食用其果實可使女子增加美色。